# Gunaadschawyn Batdschargal

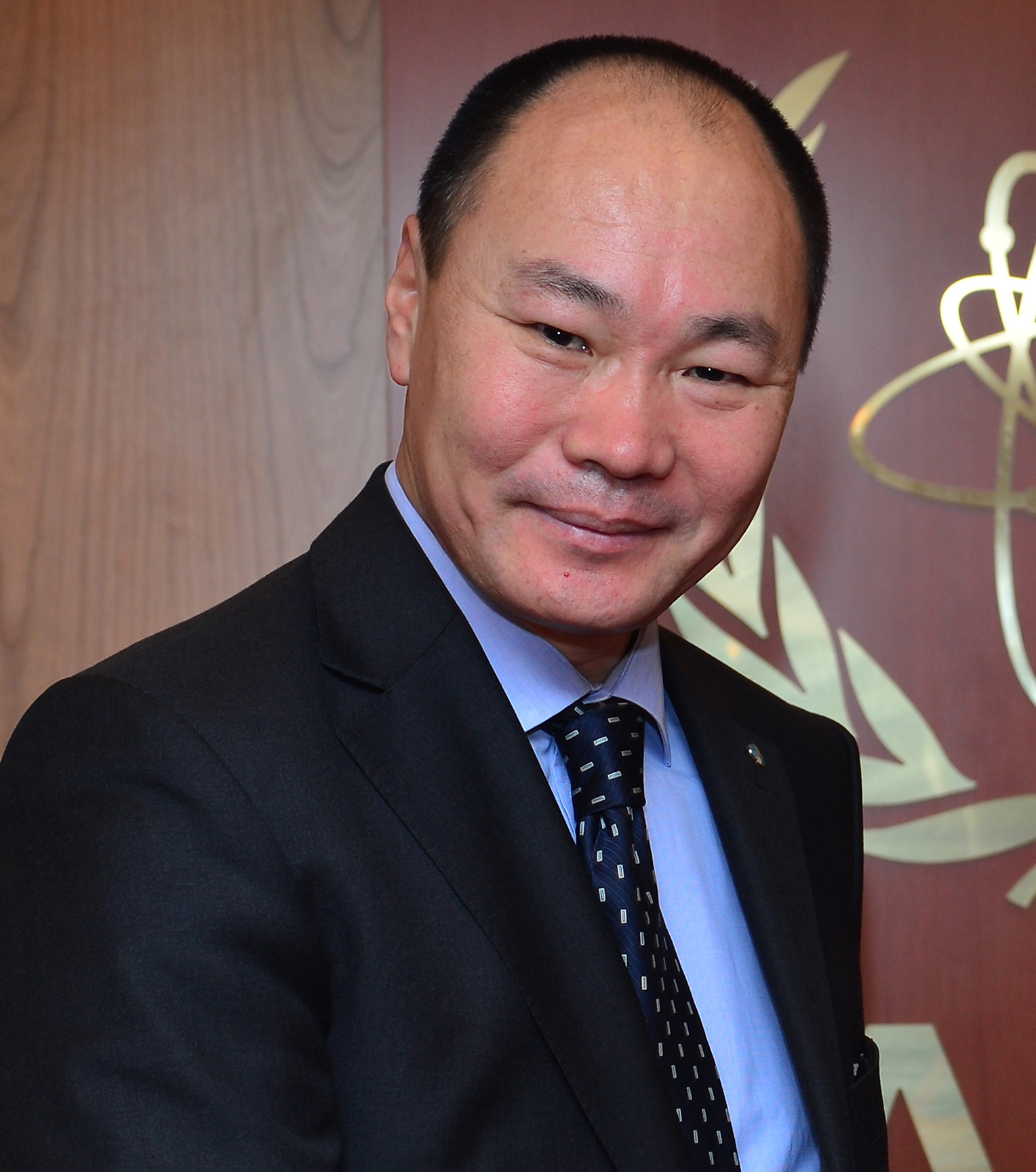
Gunaadschawyn Batdschargal, 2013

Gunaadschawyn Batdschargal (mongolisch Гунаажавын Батжаргал, englisch Gunaajav Batjargal; * 1966 in der Mongolei) ist ein mongolischer Diplomat. Er ist seit 2013 der mongolische Botschafter in Österreich.

## Leben
Gunaadschawyn Batdschargal studierte von 1985 bis 1990 am Staatlichen Moskauer Institut für Internationale Beziehungen (MGIMO). Von 1995 bis 1996 unterbrach er seine berufliche Laufbahn und studierte mit einer Chevening Scholarship an der University of East Anglia in Norwich.
Er ist verheiratet und hat zwei Töchter.

## Diplomatischer Werdegang
Nach seinem Studium in Moskau arbeitete er für die mongolische Handelskammer, trat aber schon im August 1991 in den auswärtigen Dienst ein. Bis 1995 arbeitete er für das mongolische Außenministerium, von 1997 bis 2000 wurde er zur mongolischen Botschaft in London entsandt. Zurück in der Mongolei war er bis 2003 stellvertretender Direktor der Abteilung für Außenbeziehungen im Außenministerium. Im diplomatischen Range eines Counsellors war er von 2004 bis 2006 tätig für die mongolische Ständige Vertretung bei verschiedenen Organisationen in Wien. Von 2007 bis 2008 kehrte er in die Abteilung für Außenbeziehungen zurück. Von 2009 bis 2013 war er im mongolischen Außenministerium Direktor der Abteilung für strategische Planung und Forschung.
Seit März 2013 ist Gunaadschawyn Batdschargal Ständiger Vertreter der Mongolei bei der Organisation für Sicherheit und Zusammenarbeit in Europa (OSZE), der Internationalen Atomenergie-Organisation (IAEO) mit Akkreditierung bei Yukiya Amano am 18. März 2013, der Organisation der Vereinten Nationen für industrielle Entwicklung (UNIDO), der Organisation des Vertrages über das umfassende Verbot von Nuklearversuchen (CTBTO) mit Akkreditierung bei Lassina Zerbo am 19. März 2013, der Internationalen Anti-Korruptionsakademie (IACA) mit Akkreditierung bei Martin Kreutner am 26. März 2013 und dem Büro der Vereinten Nationen in Wien (UNOV) mit Akkreditierung bei Juri Fedotov am 7. März 2013.
Botschafter der Mongolei in Wien ist er seit April 2013 mit Akkreditierung bei Heinz Fischer. Als mongolischer Botschafter für Österreich ist er mitakkreditiert für Slowenien.